# Kamil Susko
Kamil Susko (Trenčín, 6 november 1974) is een voormalig voetbaldoelman uit Slowakije. Hij beëindigde zijn loopbaan in 2009 bij de Oostenrijkse club Kapfenberger SV, na eerder onder meer in Griekenland en Iran gespeeld te hebben.

## Interlandcarrière
Susko speelde in totaal vijftien keer voor het Slowaakse nationale elftal in de periode 1994-1997. Onder leiding van bondscoach Jozef Adamec maakte hij zijn debuut op 3 maart 1999 in de vriendschappelijke wedstrijd in Stara Zagora tegen Bulgarije (2-0 nederlaag), net als Roman Kratochvíl en Martin Prohászka. Susko trad in dat duel in de rust aan als vervanger van Miroslav König.